# Jan Fyt
Jan Fyt či Jan Fijt nebo Johannes Fijt (15. března 1611, Antverpy – 11. září 1661, Antverpy) byl vlámský barokní malíř, kreslíř a rytec. Byl jedním z předních umělců 17. století, známý především svým dokonalým zobrazením zvířat a svěžími loveckými scénami.

## Životopis

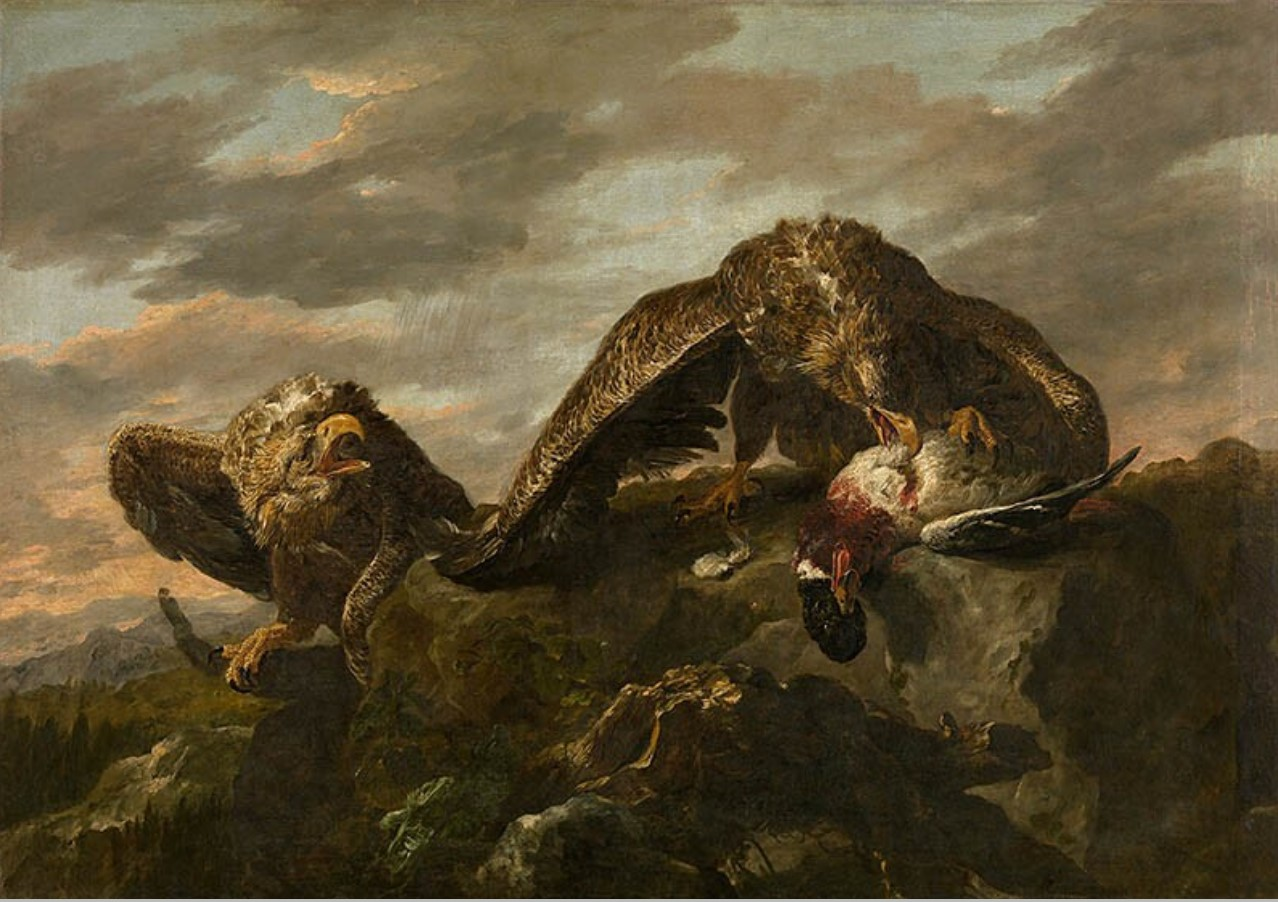
Orli

Jan Fyt se narodil v Antverpách jako syn bohatého obchodníka. Pokřtěn byl 15. března 1611. V roce 1621 byl zapsán do antverpského cechu svatého Lukáše jako žák Hanse van den Bergha (také označovaného jako „Jan van den Bergh“), nizozemského malíře a kreslíře, který byl žákem Hendricka Goltziuse v Haarlemu. Později se učil u Rubense v Antverpách. Jan Fyt pravděpodobně dokončil svá studia malířství u předního antverpského malíře kompozic se zvířaty Franse Snyderse v letech 1629 až 1631. V roce 1630 se stal mistrem antverpského cechu svatého Lukáše.
Poté, co se v roce 1633 vydal na cestu do jižní Evropy, se Jan Fyt na chvíli zastavil v Paříži. Následující rok odcestoval do Itálie. Pracoval v Benátkách pro prominentní rodiny Sagredo a Contarini. Během svého pobytu v Itálii s největší pravděpodobností navštívil Neapol, Florencii a Janov. V roce 1635 pobýval v Římě, kde se stal členem umělecké skupiny Bentvueghels, sdružení převážně nizozemských a vlámských umělců působících v tomto městě. Bylo zvykem, že každý člen spolku dostal při přijetí přezdívku (takzvané „ohnuté jméno“), která ho nějakým způsobem charakterizovala. Přezdívka Jana Fyta byla údajně „Goudvink“ („Hýl“). Italský historik umění Pellegrino Antonio Orlandi ve svém Abecedario pittorico z roku 1704 uvedl, že Fyt strávil nějaký čas také ve Španělsku a v Londýně.

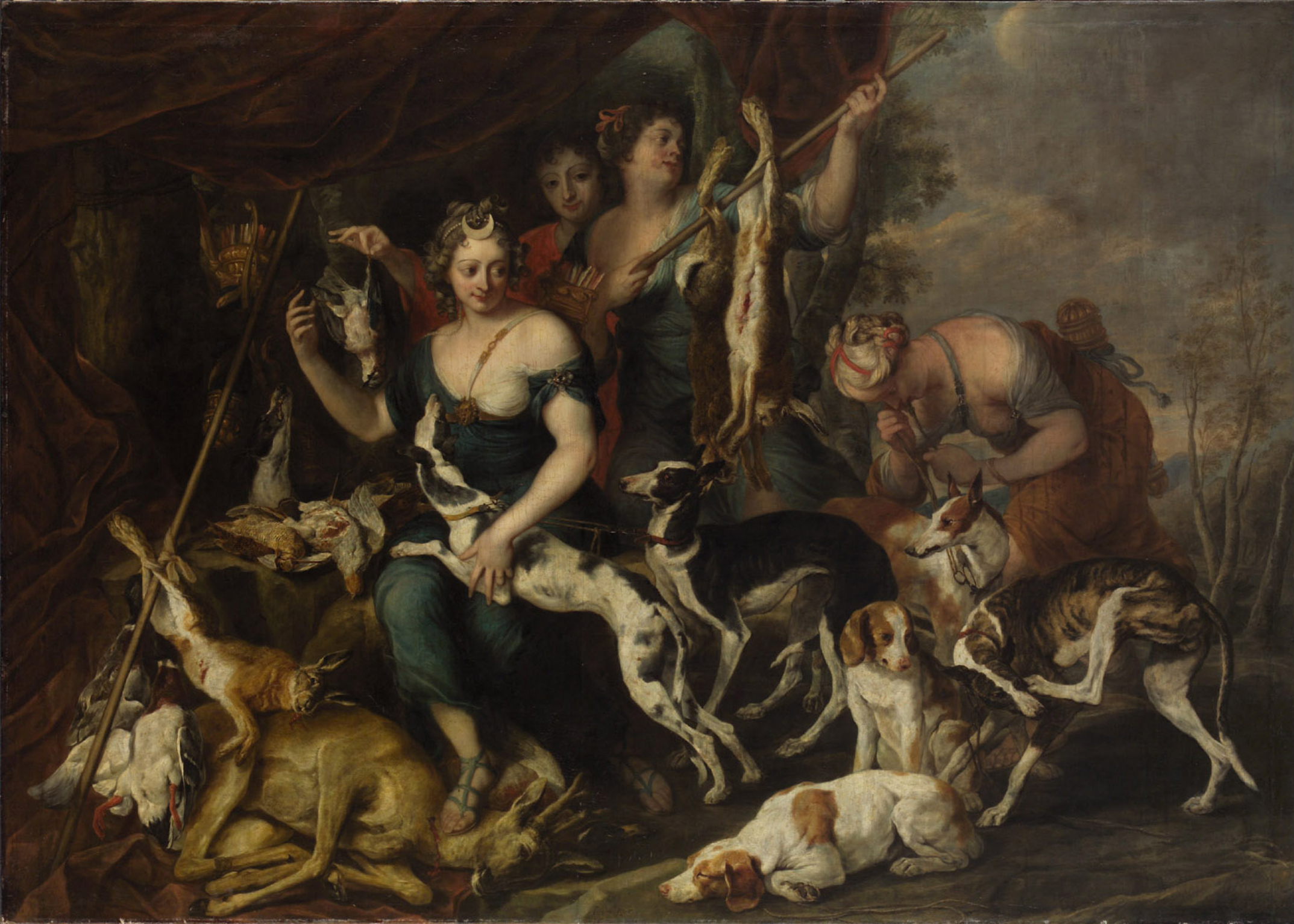
Diana na lovu, spolupráce s Thomasem Willeboirtsem Bosschaertem

V roce 1641 byl Fyt opět zpátky v Antverpách, kde zůstal po zbytek svého života kromě krátké cesty po Nizozemsku, pravděpodobně také v roce 1641. Jan Fyt provozoval v Antverpách úspěšné studio, ve kterém vznikalo mnoho kopií jeho obrazů. Stal se z něj bohatý muž a udržoval síť kontaktů s mecenáši a obchodníky s uměním doma i v zahraničí. Byl často zmiňován v soudních dokumentech v Antverpách v souvislosti se spory a soudy s jinými malíři a dokonce i s členy své vlastní rodiny kvůli penězům. V roce 1650 vstoupil do spolku Gilda romantiků. Gildu tvořila společnost významných osobností a umělců, která působila v Antverpách od 16. do 18. století. Podmínkou členství byla návštěva Říma. V roce 1652 si gilda zvolila Jana Fyta jako děkana.
Jan Fyt se 22. března 1654 oženil s Françoise van de Sande. Měli spolu čtyři děti. Zemřel v Antverpách dne 11. září 1661.
Mezi jeho žáky patřili Pieter Boel a Jaques van de Kerckhove. Styl Pietera Boela zůstal velmi blízký stylu Jana Fyta.

## Dílo
Fyt byl všestranný umělec. Ačkoli je nejznámější svými loveckými scénami a dokonalým zobrazení zvířat, maloval také krásné kompozice zátiší s květinami a ovocem. Byl velmi plodný, předpokládá se, že namaloval kolem 280 obrazů, z nichž mnohé byly podepsány a datovány. Jeho díla byla vyhledávána významnými sběrateli umění jeho doby a nyní jsou ve sbírkách mnoha předních mezinárodních muzeí.
Jeho zátiší se zvířaty jsou obecně rafinovanější než u Franse Snyderse. Fyt pracoval hlavně pro aristokracii a zohledňoval vkus svých bohatých zákazníků. Jeho styl byl pravděpodobně ovlivněn italskými umělci a jeho paleta byla originálnější než Snydersova. Jeho obrazy se postupně stávaly dynamičtější v zachycení pohybu a v použití asymetrie. Také svými frenetickými a nervními tahy štětcem a volnější a "baroknější" kompozicí se od Snydersova stylu odlišoval. Byl obzvláště zručný v přesném ztvárnění různých textur srsti a opeření zobrazovaných zvířat.

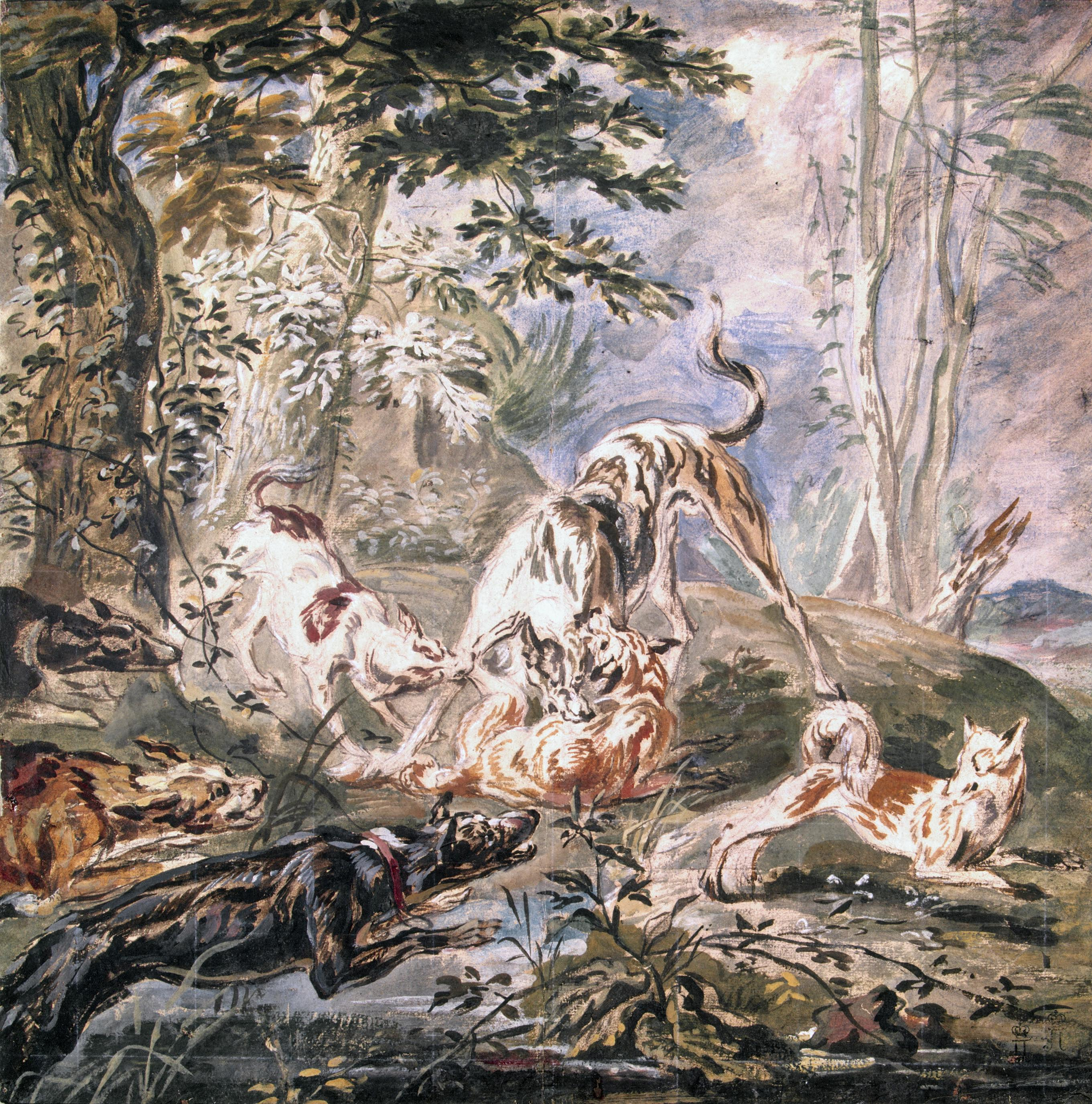
Lovící psi, 51×58 cm

### Lovecké scény
Byl prvním umělcem, který ve svých loveckých scénách ukazoval mrtvé zvíře spíše jako předmět lovu než jako jídlo vystavené v domácnosti nebo v kuchyni. Do kompozic svých loveckých scén nevkládal ovoce a zeleninu, ale spíše psy, které jsou součástí lovecké scény ve venkovní krajině. Kořist již nebyla zobrazována jako potrava, ale jako trofej, jako úspěch lovce. Už se nemluvilo o zabitém zvířeti, ale o trofeji. Tento nový přístup k zobrazování zvěře jako součásti lovu vyžadoval nový přístup a tak Fyt do těchto kompozic zahrnul i lovecké vybavení a zbraně. Psi hrají v těchto scénách důležitou roli a společně s loveckým vybavením ukazují na blízkost pána. Fyt do obrazu občas zařadil i portréty jednotlivců a rodin. Lov byl v té době stále zábavou vyhrazenou pro aristokracii, dobře situovaná městská elita ale také toužila po získání Fytových obrazů loveckých scén jež by zdobily jejich domy těmito ukázkami životního stylu dopřávaného pouze aristokratům.
Některé z jeho obrazů ukazují scénu viděnou očima mrtvého zvířete. Příkladem je obraz Mrtvé zvíře a lasičky. Přijetí zvířecího hlediska bylo interpretováno jako Fytova reflexe nových filozofických a vědeckých myšlenek o rozdílech a podobnostech mezi zvířecím a lidským vědomím, které byly vyvinuty v Evropě 17. století.
Fytovy inovativní kompozice ovlivnily umělce věnující se žánru loveckých scén ve Francii a Nizozemsku.

### Spolupráce
Jak bylo v Antverpách v té době zvykem, Fyt pravidelně spolupracoval s dalšími malíři. Někteří umělci se specializovali na zobrazení postav, krajin či architektonických prvků. Fyt spolupracoval s malíři figur jako jsou Cornelius Schut, Thomas Willeboirts Bosschaert a někdy i Jacob Jordaens, na postavách a architektuře pro něho pracoval Erasmus Quellinus II.

### Kresby
Jan Fyt vytvořil mnoho kreseb zvířat obvykle na základě studií z přírody. Muzeum Ermitáž vlastní velkou kvašovou kresbu Fox Hunt (Lovící psi). Vzhledem k výběru barev a pečlivosti provedení existuje předpoklad, že dílo bylo původně zamýšleno jako návrh pro tapisérii.

### Rytiny
Fyt byl také vynikajícím rytcem. Vytvořil řadu leptů zobrazujících hlavně divoká zvířata a psy. Ty byly během jeho života publikovány ve dvou sériích pod názvy Set of the Dogs a Set of the Animals. Soubor 8 tisků ze série Set of the Dogs byl publikován v roce 1642. Na titulním listě jsou dva lovečtí psi a nápis s věnováním španělskému markýzi ze Solena Donu Carlosu Guascovi, který byl mecenášem této publikace. Ostatní listy ukazují psy uprostřed různých aktivit a situací.
Set of the Animals, je série 8 leptů zobrazujících kozly, vola, koně, ležícího psa, ležící krávy, vůz u stromu a dvě lišky.

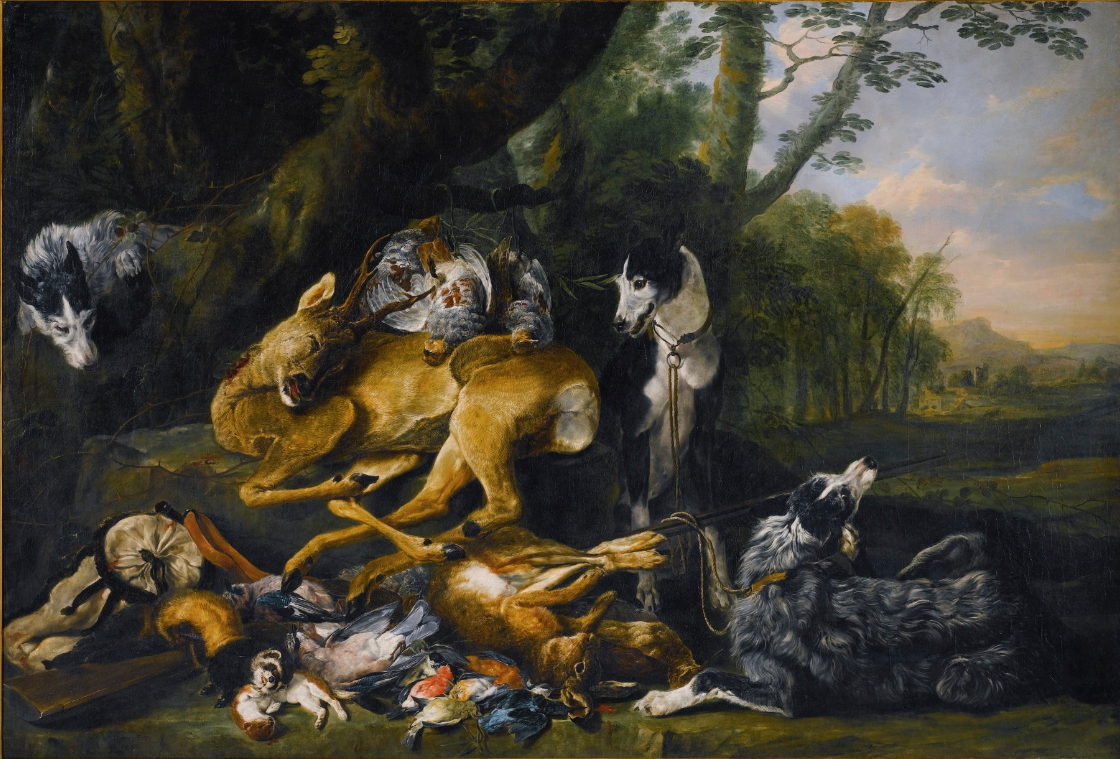
Pes hlídající úlovek a krajinou v pozadí, 137×201 cm
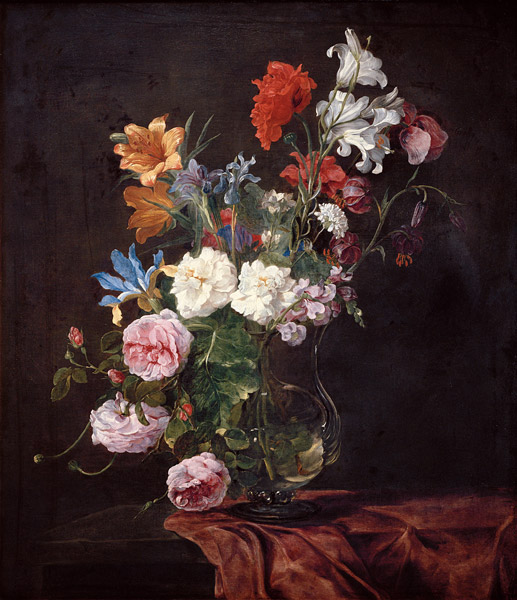
Váza s květinami, 82×71 cm
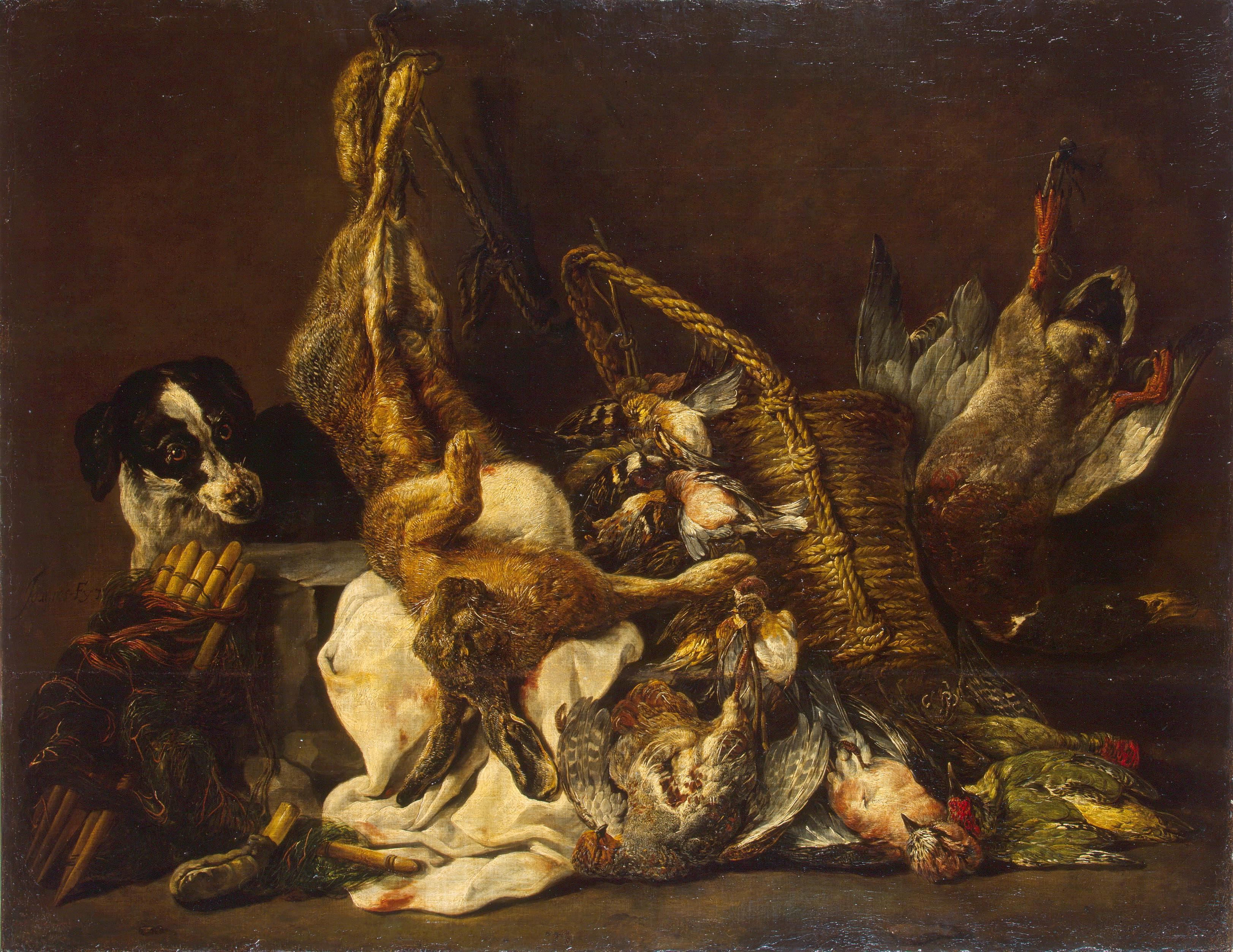
Lovecké trofeje a pes, 93,5×120,0 cm
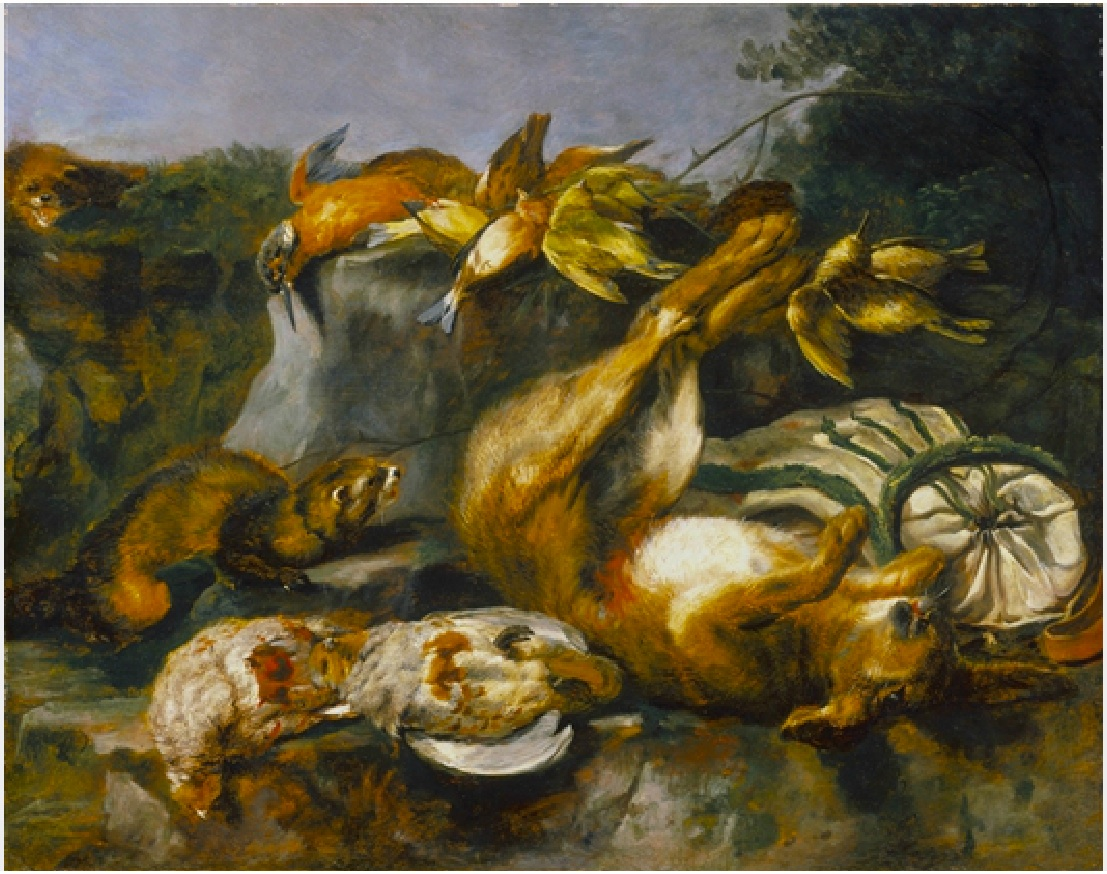
Mrtvé zvíře a lasičky, 75,2×94,3 cm